# Poli (piłkarz)
Poli, właśc. Hipólito Fernández Serrano (ur. 20 marca 1977 w Sewilli) – hiszpański piłkarz grający na pozycji lewego obrońcy. Karierę rozpoczął w CF Extremadura, następnie występował w takich zespołach jak: RCD Mallorca, z którą w 2003 roku wywalczył Puchar Hiszpanii, Deportivo Alavés oraz Recreativo Huelva.
W Primera División rozegrał 191 spotkań.